# Pinguicula cyclosecta
Pinguicula cyclosecta este o specie de plante carnivore din genul Pinguicula, familia Lentibulariaceae, ordinul Lamiales, descrisă de S. Jost Casper. Conform Catalogue of Life specia Pinguicula cyclosecta nu are subspecii cunoscute.